# WTA-toernooi van Sapporo
Het WTA-toernooi van Sapporo was een eenmalig tennistoernooi voor vrouwen dat van 28 september tot en met 3 oktober 1993 plaatsvond in de Japanse plaats Sapporo. De officiële naam van het toernooi was Sapporo Ladies Open.
De WTA organiseerde het toernooi, dat in de categorie "Tier IV" viel en werd gespeeld op overdekte tapijtbanen.
Er werd door 32 deelneemsters gestreden om de titel in het enkelspel, en door 16 paren om de dubbelspeltitel. Aan het kwalificatietoernooi voor het enkelspel namen 32 speelsters deel, met vier plaatsen in het hoofdtoernooi te vergeven.

## Finales

### Enkelspel
| datum†     | winnares          | tegenstandster | score   |
| ---------- | ----------------- | -------------- | ------- |
| 1993-09-28 | Linda Harvey-Wild | Irina Spîrlea  | 6-4 6-3 |

† De datum komt overeen met de eerste toernooidag.

### Dubbelspel
| jaar | winnaressen              | tegenstandsters           | score   |
| ---- | ------------------------ | ------------------------- | ------- |
| 1993 | Yayuk Basuki Nana Miyagi | Yone Kamio Naoko Kijimuta | 6-4 6-2 |

## Bron
- (en)  Toernooischema WTA

ITF-toernooien (mannen en vrouwen)

ATP-toernooien (mannen) – ATP-seizoen 2025

WTA-toernooien (vrouwen) – WTA-seizoen 2025

Voormalige toernooien mannen
Voormalige toernooien vrouwen
Voormalige amateurtoernooien